# ایگناسیو برگارا
ایگناسیو برگارا (اسپانیایی: Ignacio Bergara‎; ۲۰ ژوئیهٔ ۱۹۴۰ – ۴ ژانویهٔ ۲۰۰۴) بازیکن فوتبال اهل اروگوئه بود.
از باشگاه‌هایی که در آن بازی کرده‌است می‌توان به باشگاه فوتبال اسپانیول و باشگاه فوتبال رئال مایورکا اشاره کرد.